# Leon Piniński

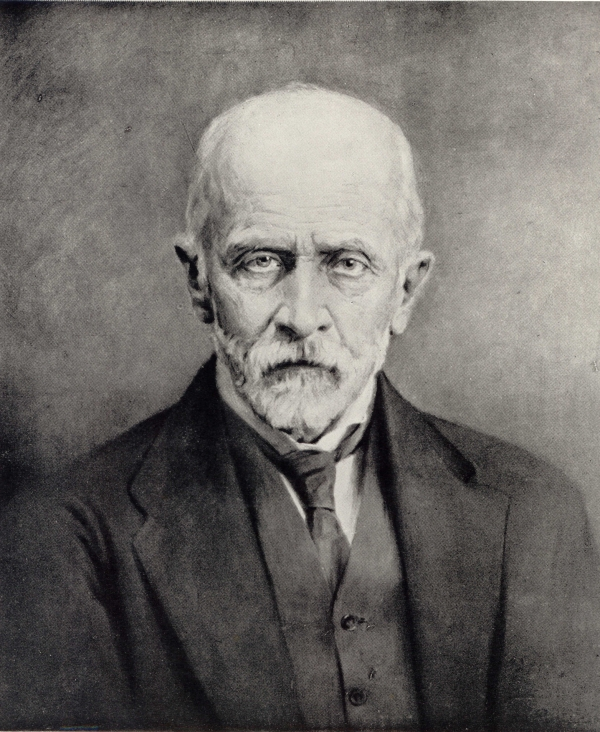
Porträt, Öl auf Leinwand (1934)

Leon Graf Piniński (* 8. März 1857 in Lemberg, Galizien, Kaisertum Österreich; † 4. April 1938 ebenda) war ein polnischer Universitätsprofessor, Rektor der Universität Lemberg und Politiker. Er war von 1889 bis 1898 Abgeordneter zum Österreichischen Abgeordnetenhaus und ab 1903 Mitglied des Herrenhauses.

## Ausbildung und Beruf
Piniński absolvierte eine Privaterziehung und legte 1874 die Matura in Tarnopol ab. Er studierte zwischen 1874 und 1878 ein Studium der Rechtswissenschaft an der Universität Lemberg und setzte seine Studien zwischen 1878 und 1880 an den Universitäten Leipzig, Berlin und Wien fort. Im Jahr 1880 promovierte er in Lemberg zum Dr. iur.
Beruflich war Piniński ab 1886 als Gutsbesitzer des Gutes Grzymałów im galizischen Bezirk Skalat aktiv, 1886 wurde er Privatdozent am Institut für römisches Recht an der Universität Lemberg. Er wurde 1891 zum Professor für römisches Recht an der Universität Lemberg befördert. Zwischen 1907 und 1918 war er Mitglied des Reichsgerichts. Piniński wurde nach dem Ende des Ersten Weltkriegs im Jahr 1919 erneut ordentlicher Professor an der Universität Lemberg und konzentrierte sich in der Folge auf seine wissenschaftliche Karriere. Er wurde 1935 zum Ehrenprofessor für römisches Recht ernannt und wirkte von 1928 bis 1929 als Rektor an der Universität Lemberg. Er galt als hervorragender Kenner des römischen, bürgerlichen, Straf- und Staatsrechtes.

## Politik und Funktionen
Piniński war von 1888 bis 1898 Abgeordneter zum Galizischen Landtag und war über drei Legislaturperioden vom 30. Jänner 1889 bis zum 1. April 1898 Abgeordneter des Abgeordnetenhauses. Sein erstes Mandat erreichte er durch eine Nachwahl im galizischen Wahlkreis des Großgrundbesitzes Nr. 20 (Tarnopol), wobei er dem zurückgetretenen Abgeordneten Teodor von Serwatowski nachfolgte. Piniński schloss sich dem Polenklub an und gewann 1891 das Mandat im Wahlbezirk der galizischen Landgemeinden Nr. 27, dass er 1897 verteidigen konnte. Auf Grund seiner Ernennung zum Statthalter legte er das Mandat zurück. Er wurde am 8. Juni 1903 zum Mitglied des Herrenhauses auf Lebenszeit ernannt und gehörte dort der „Gruppe der Rechten“ an.
Piniński war von 1898 bis 1903 Statthalter von Galizien. Er sympathisierte mit der nationaldemokratischen Partei Endecja und war ein Kämpfer gegen die ukrainische Nationalbewegung und gegen den polnischen Sozialismus. Des Weiteren stellte er sich gegen soziale Reformen und widersetzte sich 1907 der Reform des österreichischen Parlaments sowie der Reform des Wahlrechts in Galizien. Während des Ersten Weltkriegs verblieb er in dem von Russland besetzten Lemberg.

## Privates
Piniński wurde als Sohn des Gutsbesitzers Leonard Graf Piniński geboren. Seine Brüder Mieczysław Piniński und Stanisław Piniński waren ebenfalls politisch tätig. Er heiratete 1903 Maria Gräfin Mniszech, verwitwete Freiin Horochowa. Seine Frau verstarb 1922, der Ehe entsprangen keine Kinder. Er war ein bekannter Kunstsammler und machte sich als Mäzen einen Namen. Zudem verfasste er Abhandlungen auf dem Gebiet der Kunst und organisierte den Aufbau verschiedener Museen mit. 1908 fungierte er als Verwalter des Museums für Kunst und Industrie Wien. Seine Kunstsammlung vermachte er teilweise dem königlichen Schloss auf dem Wawel und teilweise dem Ossolineum in Lemberg.

## Auszeichnungen
- Mitglied der Akademie der Wissenschaften in Krakau (1895)
- Hon. Prof. der Universität Lemberg
- Dr. h. c. der Universitäten Krakau, Lemberg und Wilna

## Werke
Rechtswissenschaftliche Schriften
- Stan faktyczny nabycia posiadania (pierwsza publikacja)
- Der Tatbestand des Sachbesitzerwerbs nach gemeinem Recht, Tom 2 (1888)
- Der Tatbestand des Sachbesitzerwerbs nach gemeinem Recht: eine zivilistische Untersuchung. 2. Sukzession in den Besitz, Besitzerwerb animo solo, Besitzwille, Lehre von den juristischen Willenserklärungen, Tom 2 (1888)
- Sukzession in den Besitz, Besitzerwerb animo solo, Besitzwille, Lehre von den juristischen Willenserklärungen (1888)
- Uwagi o niektórych kwestyach spornych tyczących się zastosowania nowéj ustawy propinacyjnéj (1889)
- Pojęcie i granice prawa własności według prawa rzymskiego (1900)
- Begriff und Grenzen des Eigenthumsrechts nach Römischem Recht (1902)
- O stosunkach prawnych nie bronionych skargą (1925)
- Prawo rzymskie prywatne. Cz. ogólna (1928, współautor)
- Wpływ błędu „in corpore” i „in qualitate” na ważność umów: według prawa rzymskiego (1930)
- W 1400-letnią [!] rocznicę kodyfikacji Justyniana: odczyt wygłoszony we Lwowie na zaproszenie Towarzystwa Filologicznego (1935)
- Kilka uwag o recepcji w prawie (1936)
- Ankieta w sprawie projektu prawa małżeńskiego uchwalonego przez K. K.

Schriften über Kunst und Kultur
- Zamek na Wawelu (1905)
- Ewolucja i moda w pojmowaniu piękna (1908)
- Przechadzka po muzeach madryckich: z illustracyami (1908)
- Pod wrażeniem „Rozmyślań” Marka Aurelego (1911)
- Piękno miast i zabytki przeszłości (1912)
- Muzyka jako czynnik kultury (1913)
- Parsifal Wagnera po latach trzydziestu (1914)
- Sądy Goethego o sztuce włoskiej (1916)
- Królowie polscy i ich rodziny: słowo wstępne wygłoszone na otwarcie wystawy starych rycin (1918)
- Śladem błękitnym (1921, współautor)

- Cykl oper Wagnera
- Etyka Dantego w Boskiej Komedii (1922)
- Tylko Dante w Boskiej Komedii (1922)
- Dramaty z dziejów Anglii. Komedie (1924)
- Shakespeare: Wrażenia i szkice z twórczości poety, Tom 1 (1924)
- Shakespeare: Wrażenia i szkice z twórczości poety. Cz. 2, Dramaty z dziejów Anglii. Komedie (1924)
- Problem autorstwa. Charakterystyka ogólna. Wielkie tragedie i dramaty ze świata starożytnego (1924)
- Wspomnienia o Juljanie Dunajewskim (1925)
- O pojęciu Korony w artykułach henrycjańskich (1936)